# Kompakt
La Kompakt è un'etichetta discografica indipendente stanziata a Colonia (Germania).

## Storia
L'etichetta ha le sue origini nel 1993, quando Wolfgang Voigt, Jörg Burger e Ingmar Koch aprirono una filiale di una catena di negozi di dischi a Colonia. Successivamente, ad essi si aggiunsero Michael Mayer, Jurgen Paape e Reinhard Voigt e, nel 1998, il negozio di dischi cambiò nome in Kompakt divenendo una vera e propria etichetta discografica. Oltre ai vari proprietari dell'etichetta, gli artisti che sono stati scritturati dalla Kompakt includono The Field, Gui Boratto, Rex the Dog e SCSI-9.

## Caratteristiche
La Kompakt si caratterizza per le pubblicazioni prevalentemente minimal techno, pop ambient e microhouse. Secondo Voigt, la musica dell'etichetta è influenzata dalla musica pop occidentale e dalla pop art: quest'ultima una tecnica artistica che ha ispirato molte delle copertine degli album da essa pubblicati. Nel 2005, Simon Reynolds ha affermato che la Kompakt ha contribuito "più di ogni altra cosa al dominio tedesco nella musica elettronica".